# Émile Pilette
Pour les articles homonymes, voir Pilette.
Émile Jean Baptiste Pilette, né le 26 novembre 1844 à Catillon et mort à Armentières le 18 septembre 1908, est un architecte français.

## Biographie
Il fut élève de Bühler à l'école des Beaux-Arts de Paris, promotion 1869.
Il s'installe comme architecte à Armentières où il construisit deux brasseries.
Il devint membre de la Société régionale des architectes du Nord en 1886.
Son fils Edmond Pilette (1882-1973), après ses études à Lille, élève de François-Joseph Delemer, puis à l'école des Beaux-Arts de Paris, devint architecte à Toulouse.

## Réalisations notables
- 1888 : Pavillon des bains de l'asile d'aliénés d'Armentières.

- 1891 : Brasserie Motte-Cordonnier, rue de Dunkerque à Armentières[2]. Détruite durant la Première Guerre mondiale.

- 1891 : Brasserie-malterie Breuvart-Despretz, rue des Fusillés à Armentières[3] ; détruite en 1980.

- Après 1891 : Malterie Motte-Cordonnier, 23 rue des Prés à Armentières[4].